# Irene Huss - Det lömska nätet
Irene Huss - Det lömska nätet, es una película de crimen y misterio estrenada el 10 de agosto de 2011 por DVD y 30 de marzo de 2013 dirigida por Richard Holm. 
La película es la octava entrega de la serie de películas que forman parte de Irene Huss.
La película está basada en el personaje principal de las novelas de la escritora sueca Helene Tursten.

## Historia
Un testigo ve cómo una joven es atacada y arrastrada hasta una camioneta. A pesar de los recursos utilizados por encontrarla, la joven es brutalmente abusada sexualmente y asesinada. Cuando la detective Irene Huss y su equipo comienzan la investigación, al inicio se encuentran con pocas pistas, pero cuando otra joven es asesinada de la misma manera Irene se da cuenta de que se están buscando a un criminal sumamente peligroso.

## Personajes

### Personajes principales
| Actor             | Personaje         | Ocupación            |
| ----------------- | ----------------- | -------------------- |
| Angela Kovács     | DI. Irene Huss    | Detective Inspectora |
| Lars Brandeby     | Sven Andersson    | -                    |
| Dag Malmberg      | Jonny Blom        | -                    |
| Anki Lidén        | Yvonne Stridner   | -                    |
| Eric Ericson      | Fredrik Stridh    | -                    |
| Reuben Sallmander | Krister Huss      | -                    |
| Moa Gammel        | Elin Nordenskiöld | -                    |
| Mikaela Knapp     | Jenny Huss        | -                    |
| Felicia Löwerdahl | Katarina Huss     | -                    |

### Personajes secundarios
| Actor                 | Personaje          | Ocupación          |
| --------------------- | ------------------ | ------------------ |
| Esther Fälemark       | Moa Olsson         | -                  |
| Jill Ung              | Kicki Olsson       | -                  |
| Lars G Svensson       | Jan Hallwiin       | -                  |
| Tone Helly-Hansen     | Marina Hallwiin    | -                  |
| Andrea Ung Malmberg   | Alexandra Hallwiin | -                  |
| Melissa Mjöberg       | Emma Lindskog      | -                  |
| Johanna Karlberg      | Lina Lindskog      | -                  |
| Inga Didong Harrie    | Margot Asplund     | -                  |
| Maria Nilsson Havrell | Bettan Hanson      | -                  |
| Sebastian Sahlgren    | Tobias Hanson      | -                  |
| André Sjöberg         | -                  | Conductor          |
| Lars Bethke           | Sandström          | -                  |
| Humlan                | Sammie             | -                  |
| Carl Peter Carlsson   | Roine              | -                  |
| Ann Lundgren          | -                  | -                  |
| Christoffer Aro       | -                  | Oficial de Policía |
| Peter Ekedahl         | -                  | Oficial de Policía |
| Måns Ellmark          | -                  | Oficial de Policía |
| Tomas Köhler          | -                  | Hacker             |
| Tind Soneby           | My Björkman        | -                  |
| Ylva Olaison          | -                  | Mensajero          |
| Jan Ericson           | -                  | Joven              |

## Producción
La película fue dirigida por Richard Holm, escrita por Jonas Cornell y Lars Bill Lundholm (en el guion) y basado en la novela de Helene Tursten.
Fue producida por Johan Fälemark, Hillevi Råberg y Daniel Gylling, en coproducción con Lotta Dolk y Jon Petersson, con el apoyo de la productora ejecutiva Anni Faurbye Fernandez.
La música estuvo bajo el cargo de Thomas Hagby, Fredrik Lidin y Johan Strömberg.
La cinematografía estuvo en manos de Andreas Wessberg, mientras que la producción de diseño por Gilles Balabaud.
La película fue estrenada el 10 de agosto de 2011 en DVD y el 30 de marzo de 2013 en Suecia. 
Filmada en Gotemburgo, Provincia de Västra Götaland, en Suecia.
Contó con la participación de las compañías de producción "Illusion Film & Television" y "Yellow Bird", en co-participación con "Kanal 5".
En el 2011 en Suecia fue distribuida por "Kanal 5" en televisión, en el 2012 en los Países Bajos por "Lumière Home Entertainment" en DVD y por "Film1" televisión limitada. Otra compañía que participó es "Ljudligan" (sonido posproducción)

### Emisión en otros países
| País         | Título                                      | Fecha de Estreno                       |
| ------------ | ------------------------------------------- | -------------------------------------- |
| Alemania     | Irene Huss, Kripo Göteborg - Tödliches Netz | 9 de abril de 2012                     |
| Dinamarca    | Irene Huss: Det lunefulde net               | -                                      |
| Países Bajos | -                                           | 28 de febrero de 2012 (estreno en DVD) |
| Polonia      | Inspektor Irene Huss - Zdradliwa siec       | 8 de enero de 2012                     |